# Иерусалимский округ полиции
Иерусалимский округ полиции (ивр. משטרת מחוז ירושלים‎) — один из округов полиции Израиля, который несёт ответственность за Иерусалим и прилегающие районы. Является территориальным органом исполнительной власти в Иерусалиме, входящим в систему органов внутренних дел Израиля. Подчиняется Министерству внутренней безопасности. Основными задачами ведомства являются: обеспечение безопасности, прав и свобод граждан, пресечение и раскрытие преступлений, охрана общественного порядка.
Иерусалимский округ полиции возглавляет начальник, которого назначает и отстраняет от должности Министр внутренней безопасности по представлению Генерального инспектора полиции. Контроль за деятельностью полиции осуществляет Министерство внутренней безопасности Израиля. Этот район считается одним из старейших в стране, если не самым старым из них. В округе 936,425 человек, среди которых примерно 68 % евреев, около 28 % мусульман и 2 % христиан. Полиция Иерусалима работала в рамках первой и обязательной во времена Османской империи.
С 2021 года начальником полиции Иерусалимского округа является Дорон Тургеман.
Этот регион отличается высоким уровнем межрелигиозной напряженности, что связано с историческим наследием, туристическими потоками, визитами высокопоставленных людей со всего мира, высоким уровнем вероятности террористических атак. В Старом Городе находятся святыни трёх монотеистических религий (Храмовая Гора, Храм Гроба Господня и Стена плача). Полиция выполняет широкий спектр задач, защищая общественный порядок и свободу вероисповедания, обеспечивая безопасность жителей и гостей столицы.

## Главы полиция Иерусалима
- Ешурун Шейф (1948–1949)
- Леви Абрахами (1949–1958)
- Йоав Пеллег (Фелик Камп) (1958–1961)
- Шауль Розолио (1962–1970), командующий Южным округом
- Дэвид Офер (1970–1972)
- Ахарон Шлуш (1972–1973)
- Хаим Тавори (1973–1975)
- Арие Ибцен (1975–1981)
- Джошуа Каспи (1981–1984)
- Авраам Турьеман (1984–1985)
- Рахамим Комфорт (1985–1990), командующий Южным и Иерусалимским округами
- Хаим Эльбаладс (1991–1993)
- Рафи Пелл (1993)
- Иехуда Уилк (1993–1994)
- Арие Амит (1994–1997)
- Яир Ицчаки (1997–2000)
- Майкл (Микки) Леви (2000–2003)
- Илан Франко (2004–2007)
- Ахарон Франко (2007–2011)
- Ниссо Шахам (2011–2012)
- Йосси Париенти (2012–2014)
- Моше «Чико» Эдри (2014–2016)
- Йорам Ха-Леви (2016–2019)
- Дорон Ядид (2019–2021)
- Дорон Тургеман (2021–)